# Brevicornu chinense
Brevicornu chinense är en tvåvingeart som beskrevs av Zaitzev 1988. Brevicornu chinense ingår i släktet Brevicornu och familjen svampmyggor. Inga underarter finns listade i Catalogue of Life.